# Muzeul Național al Danemarcei
Muzeul Național al Danemarcei (în daneză Nationalmuseet) este un muzeu de preistorie, de arheologie și de istorie a Danemarcei situat în centrul Copenhagăi, capitala Danemarcei. Acest important muzeu deține majoritatea vestigiilor vechi ale țării și câteva colecții de antichități străine.

## Clădirea
Muzeul Național al Danemarcei este adăpostit în Palatul Prințului, o veche reședință regală, care a fost construită între 1743 și 1744 de Nicolai Eigtved pentru viitorul rege al Danemarcei Frederic al V-lea.

## Colecții
Muzeul este alcătuit din mai multe departamente specializate:
- Preistoria și Antichitatea daneză
- Evul Mediu în Danemarca (inclusiv vikingii)
- Renașterea în Danemarca
- Istoria modernă a Danemarcei (1660-2000)
- Antichități egiptene, greco-romane
- Popoarele Pământului (etnografie)
- Tezaur etnografic
- Monede și medalii (numismatică)
- Muzeul copiilor

Printre obiectele prezentate publicului se numără cazanul de la Gundestrup, piatra runică de la Kingigtorssuaq, vaza de la Skarpsalling, femeia de la Huldremose, carul de la Dejbjerg și carul solar de la Trundholm. Tot în acest muzeu sunt expuse (și au fost analizate) obiectele găsite în mormântul Fetei din Egtved.

## Alte spații
Muzeul adăpostește un departament pedagogic pentru copii și primește expoziții temporare. Deține numeroase arhive.

## Directori ai muzeului
- Christian Jürgensen Thomsen (1825–1865)
- Jens Jacob Asmussen Worsaae (1856–1874)
- Sophus Müller (1895–1921)
- Olaf Olsen (1981–1995)
- Steen Hvass (1996–2001)
- Carsten U. Larsen (2002–2008)
- Per Kristian Madsen (2008–2017)
- Rane Willerslev (2017–prezent)

## Galerie de imagini

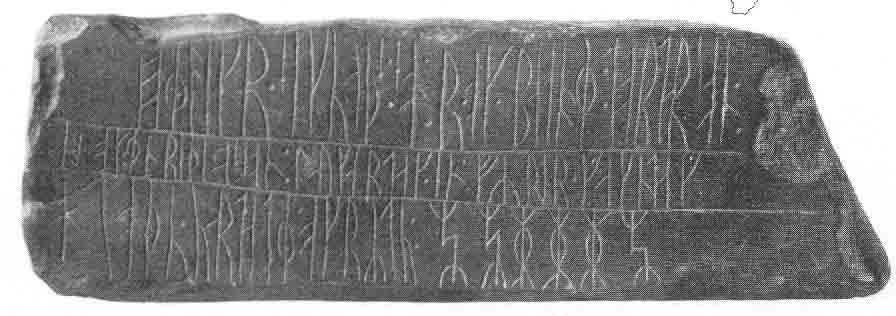
Piatra runică de la Kingigtorssuaq
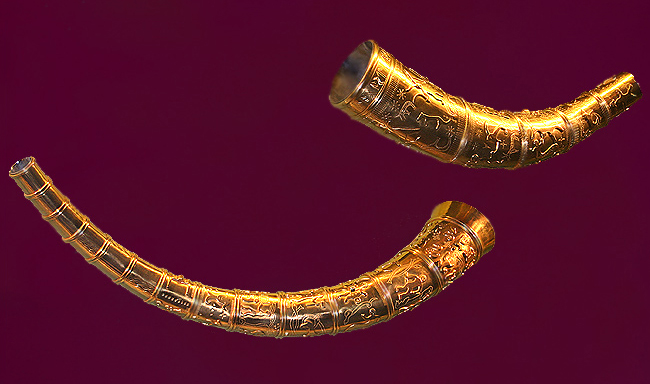
Cornii de aur de la Gallehus
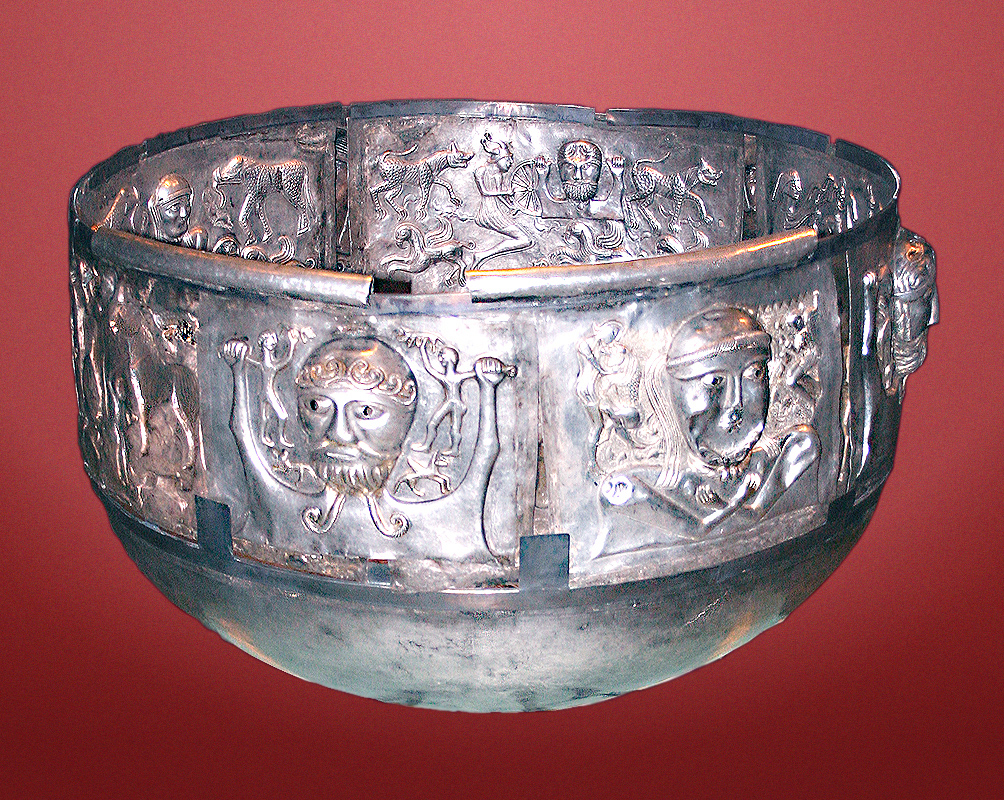
Vasul de la Gundestrup
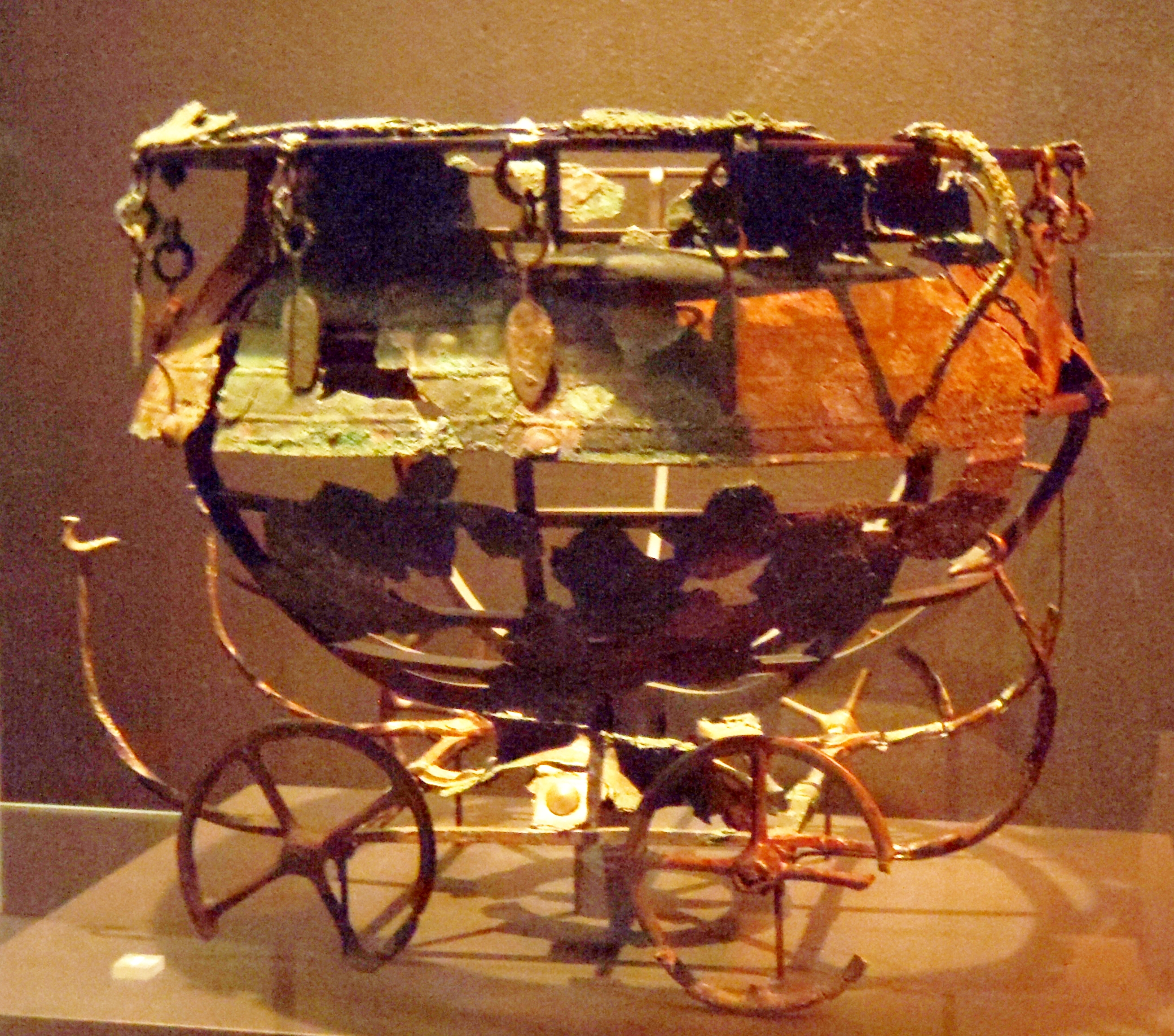
Ceainicul de la Skallerup (Epoca bronzului)
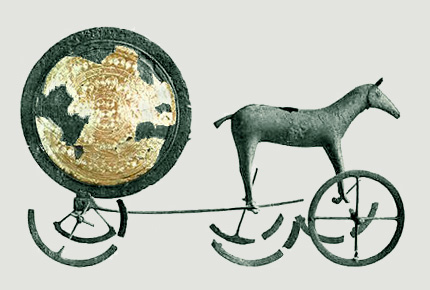
Carul solar de la Trundholm
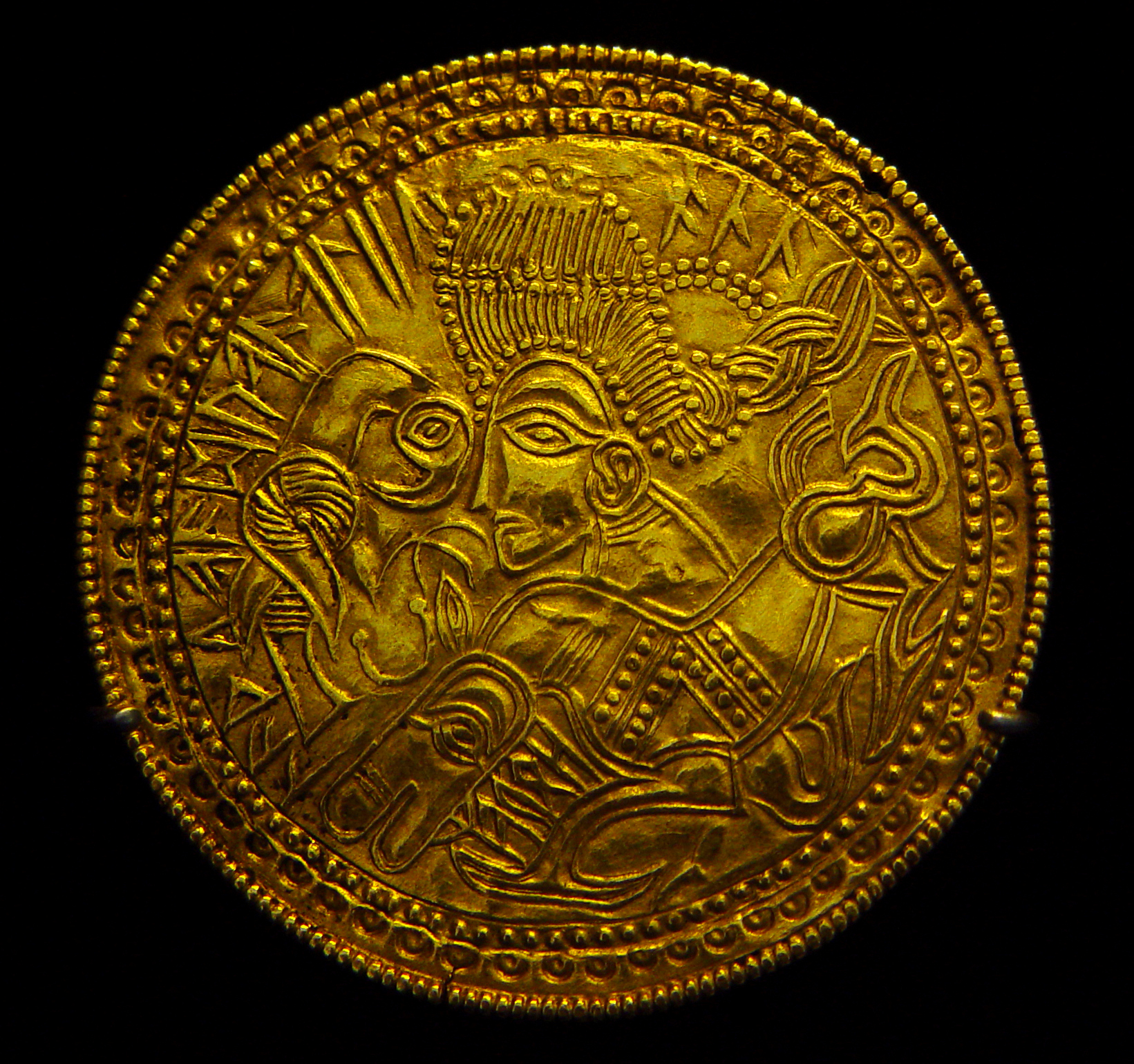
Bracteată daneză
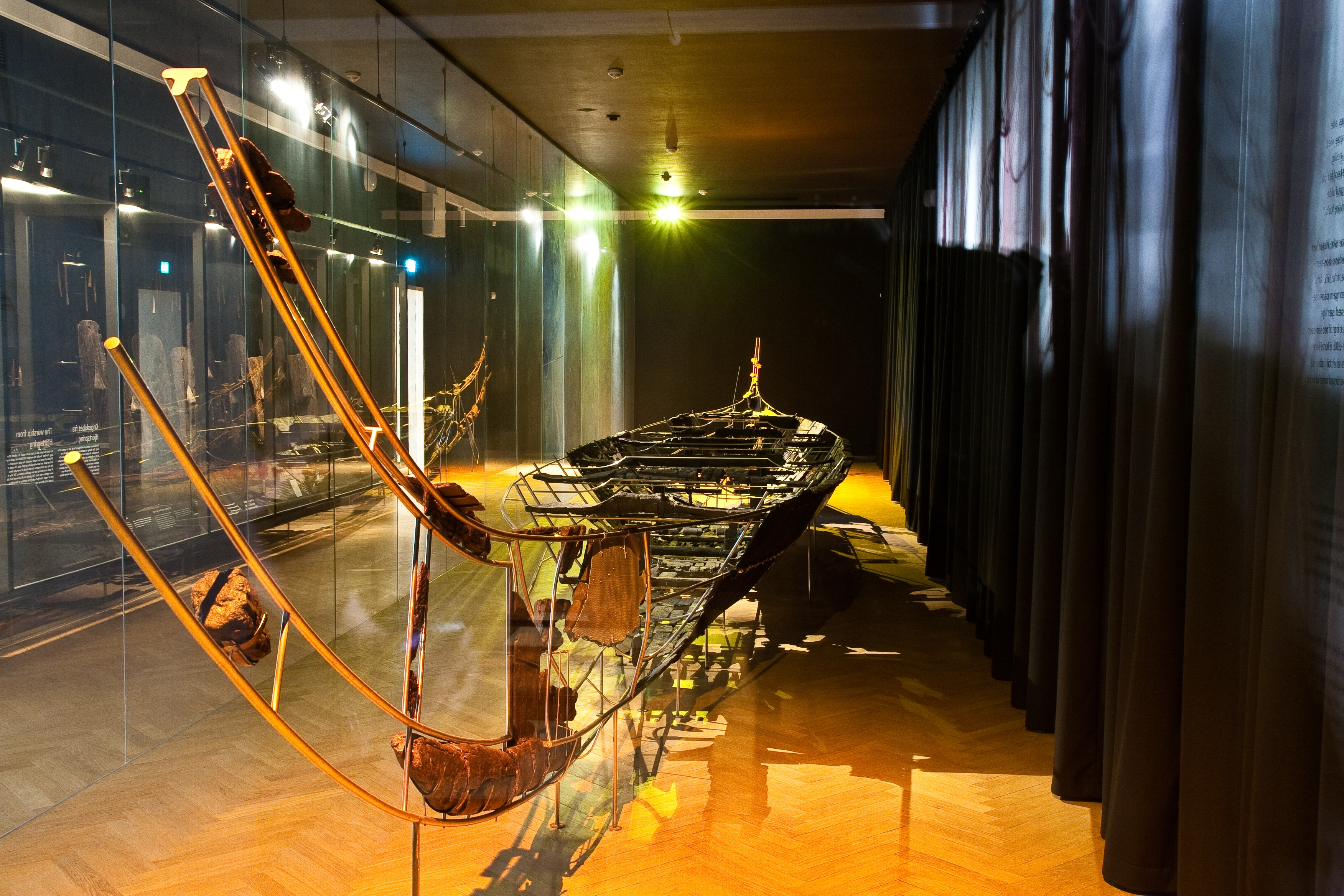
Barca de la Hjortspring (Epoca fierului)
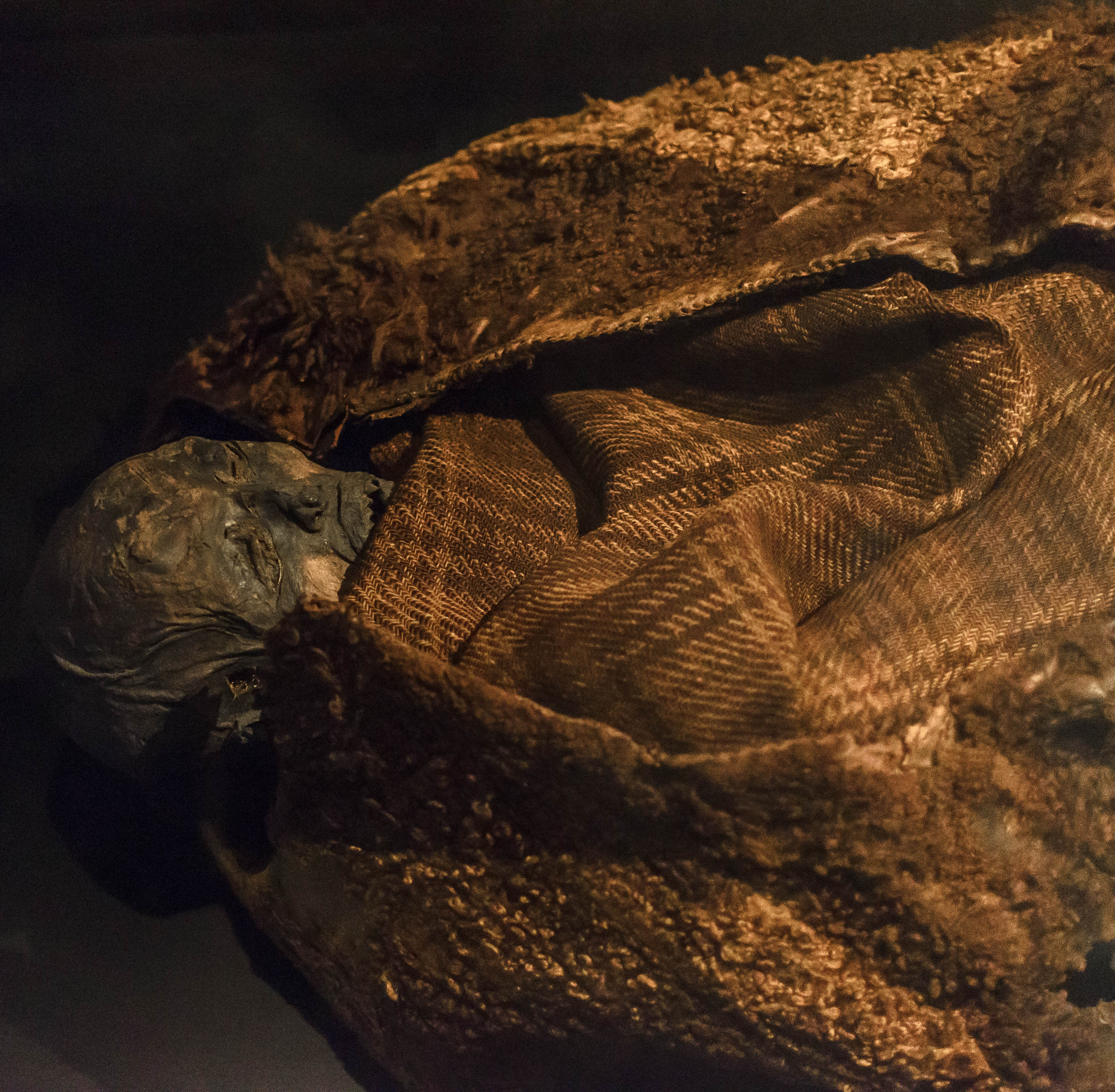
Femeia de la Huldremose, descoperită în 1879 într-o turbărie, aproape de Ramten (Danemarca)
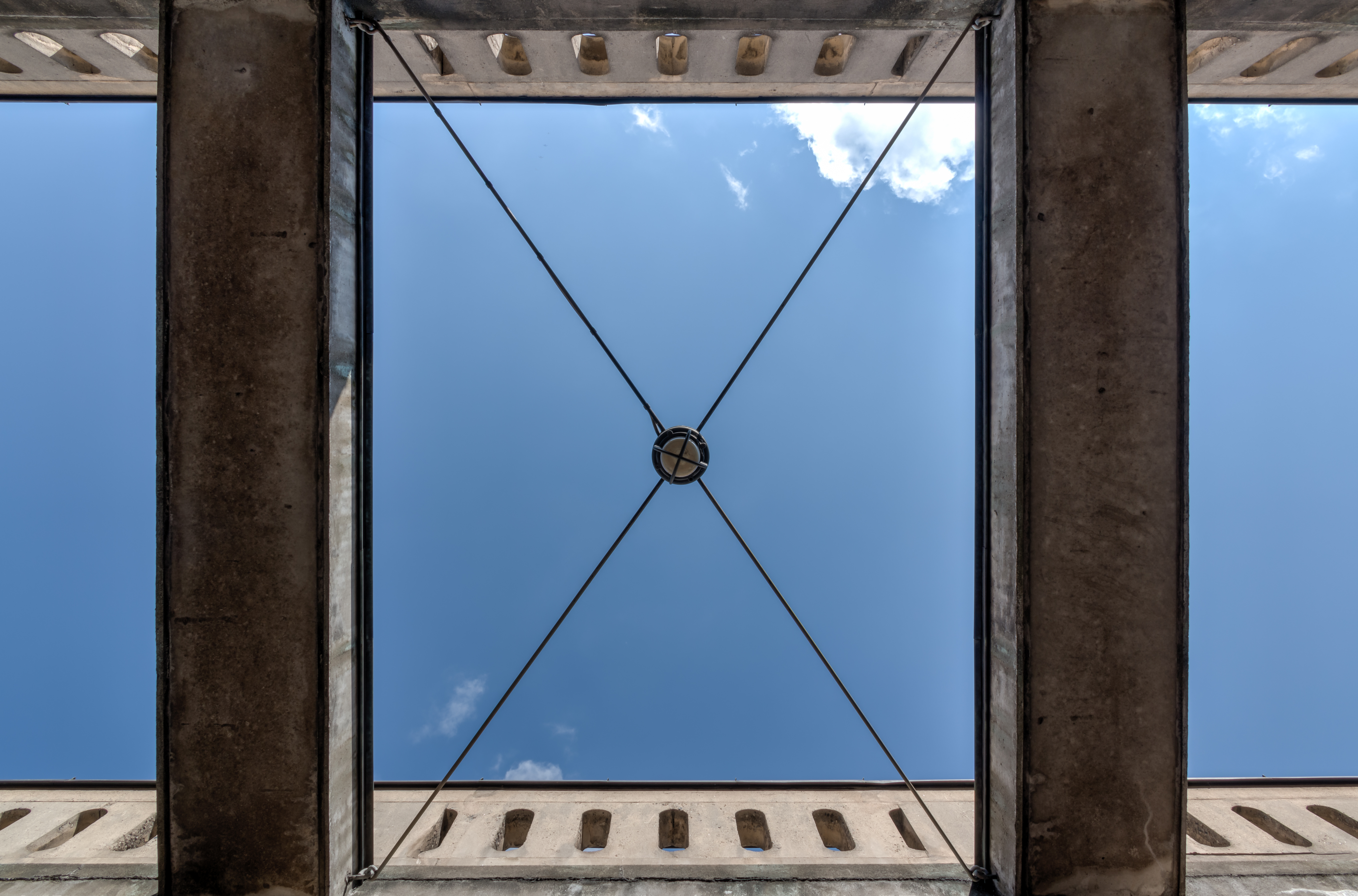
O arcadă a muzeului